# Poggenkrug
Poggenkrug ist ein Dorf im Wittmunder Stadtteil Willen. 
Poggenkrug hat rund 50 Einwohner und grenzt an den Alten Postweg von Wittmund nach Ardorf und den nördlich gelegenen Wittmunder Wald. In Poggenkrug entspringt der Töpperschloot.

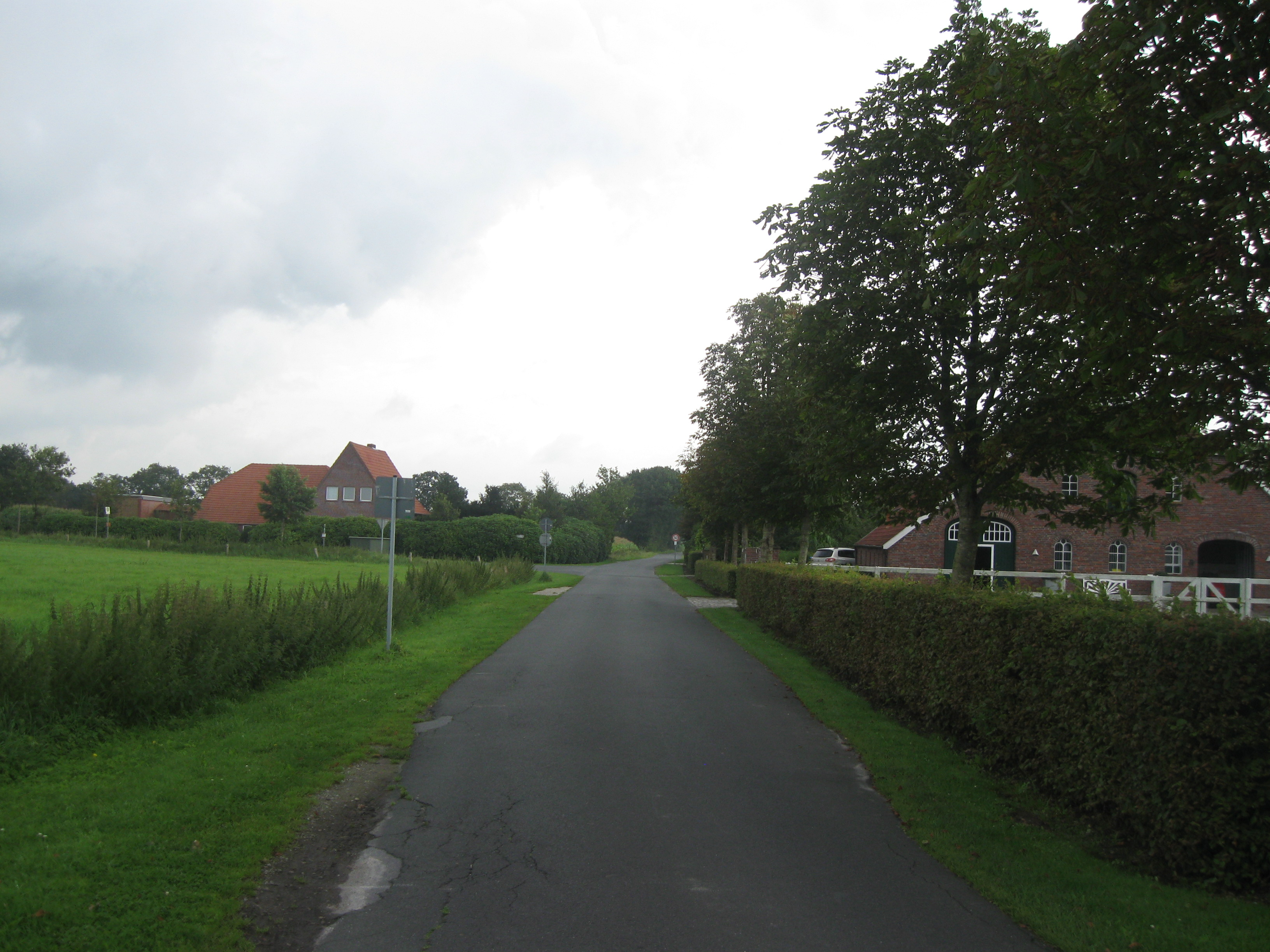
Poggenkrug vom „Alten Postweg“ in Richtung Willen gesehen

## Geschichte
Die Gemeinde Willen, zu der Poggenkrug gehörte, wurde am 16. August 1972 nach Wittmund eingemeindet. Schon 1730 war das Dorf auf Landkarten erfasst. Es schloss sich 1842 der Landgemeinde Willen an und gehörte bis 1972 zu ihr. Im Jahre 1945 wurde Tannenkamp Teil von Poggenkrug.

## Bevölkerungsentwicklung
| Jahr | Einwohner |
| ---- | --------- |
| 1990 | 51        |
| 2000 | 55        |
| 2010 | 49        |